# Atmósfera normal
La atmósfera normal o comúnmente llamada troposfera normal fue definida en 1925 por la comisión internacional de aeronavegación como una atmósfera con características estándares las cuales se consideran con una variación decreciente a la altura en proporciones fijas llamadas pendiente de presión normal y temperatura normal. Se considera que la troposfera tiene una altura máxima de 11 kilómetros, la propagación de ondas electromagnéticas se da en la atmósfera normal pues estas se propagan en el vacío a una velocidad constante muy alta de 300000 km/s dada las características eléctricas las cuales cambian con la altura y con el tiempo. El índice de refracción con la altura es la responsable de que las ondas de radio en la troposfera no viajen en líneas rectas si no siguiendo trayectorias curvas, la determinación de la altura correcta de las antenas de transmisión y recepción depende en otros factores de la posibilidad de encontrar el radio de curvatura de los rayos a su paso por la troposfera. La variación del índice de refracción con el tiempo trae como consecuencia las relaciones de fase con lo que llegan múltiples rayos al punto de recepción variando también con el tiempo, dando lugar al fenómeno de desvanecimiento de la señal de no ser dimensionado adecuadamente daría un funcionamiento incorrecto al sistema de comunicación, no hay duda que en la propagación de ondas de radio en la atmósfera afecta profundamente el desempeño de los radio enlaces de línea de vista.
Los rayos solares no calientan la troposfera, lo que hace que esta presente un aumento de temperatura es la superficie terrestre que actúa como una fuente de radiación térmica, calentando la troposfera en dirección ascendente.
Cuando se habla de constantes y características  de la atmósfera normal se puede ver su variación según la altitud y cambios climáticos, el aire es más caliente en el interior de la troposfera cerca al nivel del suelo pero si asciende el aire es más frío la presión y la densidad del aire también son menores en altitudes altas por esta razón la presión atmosférica, en un mismo lugar de la tierra, no tiene un valor constante,  la medición corresponde a la presión de una columna de mercurio de 760 mm de altura a 0 °C, bajo la aceleración de la gravedad normal (9,80665 m/s²).El  vapor de agua y  las partículas de polvo de la atmósfera se encuentra en la atmósfera normal por esta razón la mayoría de nubes están situadas en esta capa con una humedad relativa de 60% . La temperatura isotérmica es el descenso uniforme de temperatura T con la altitud hasta un valor de T= -55 °C este límite supuesto y de acuerdo con la expresión T= 150.0065h T es la temperatura en grados centígrados a una altura h sobre el nivel del mar. Sabiendo las características de una atmósfera normal se puede describir la curvatura de los rayos 
con respecto a la tierra, la curvatura de un rayo electromagnético con relación a la de la tierra vendrá dada por la diferencia de curvaturas. 
| CARACTERÍSTICA             | VALOR                           |
| -------------------------- | ------------------------------- |
| Temperatura                | 15 °C                           |
| Presión                    | 760mmhG                         |
| Aceleración de la gravedad | 9.80665 m/s                     |
| Peso específico            | 1.2255 kg/{\displaystyle m^{3}} |
| Gradiante de temperatura   | 0.00065 gramos c/m              |
| Temperatura isotérmica     | -55 °C                          |
| Constante de los gases     | 29.2708                         |
| Humedad relativa           | 60%                             |

Tabla 1. Características de la atmósfera normal

## Efecto de la atmósfera en un rayo
En una atmósfera normal la reflectividad disminuye continuamente con la altura por lo tanto los recorridos de los rayos desde el transmisor son curvos. La geometría de un rayo curvo que se propaga sobre una superficie curva es complicada, en los cálculos prácticos es común reducir la complejidad al aumentar el radio real de la tierra por lo tanto el gradiente de índice se vuelve recto. En la atmósfera no siempre se comporta con este modelo idealizado, por lo que las rutas de propagación de las ondas de radio se ven perturbadas

No es lo mismo para los trayectos de rayos rectos y curvos, y la función de atenuación también tendrá valores diferentes. Además, la velocidad de propagación en la troposfera inferior será más baja que en la troposfera superior. bajo algunas las circunstancias.
El valor de la función de atenuación se regirá por la diferencia de longitud de la trayectoria óptica que, además de la diferencia de longitud de la trayectoria geométrica, permite la diferencia en la velocidad de propagación entre los segmentos individuales de la trayectoria del rayo.
En 1933, Schelling, observó un método simple que asume una tierra apropiadamente más grande que la real para que la curvatura de los rayos de radio pueda ser absorbida en la curvatura de la tierra efectiva, dejando la misma curvatura relativa y permitiendo que los rayos de radio se dibujen como líneas rectas sobre esta tierra efectiva en lugar de líneas curvas sobre la tierra verdadera

## Radio de la Tierra, radio de curvatura y constantek{\displaystyle k}
Consideremos que la troposfera es un dieléctrico compuesto de partículas tales como aire seco y gases, esta combinación da como lugar un índice de refracción de la troposfera en la superficie de la tierra, conocido como n, siendo 0.000325 veces mayor que la unidad, es decir n= 1,000325, este índice de refracción decrece con la altura, al ir aumentando la altura de manera ascendente el índice de refracción ira disminuyendo por la disminución de estas partículas.
Por razones de conveniencia, las variaciones del índice de refracción se tomarán en unidades {\displaystyle N}.  
Donde:
{\displaystyle N=(n-1)*10^{6}}
{\displaystyle n}= índice de refración
Por ejemplo si {\displaystyle n=1,000325} entonces:
{\displaystyle N=(1,000325-1)*10^{6}=} 325 unidades.

Debido a las irregularidades que se presentan en la troposfera hará que el rayo de las ondas de radio en su trayectoria vayan tomando su radio de curvatura, este radio de curvatura será posible hallarlo con la siguiente ecuación.
{\displaystyle R={\frac {1}{-{\frac {dn}{dh}}}}={\frac {10^{6}}{\frac {-dN}{dh}}}}

teniendo en cuenta la ecuación y figura anterior tenemos que:
{\displaystyle R}= radio de curvatura del rayo
{\displaystyle h} =altura
{\displaystyle \left({\frac {-dN}{dh}}\right)}y{\displaystyle \left({\frac {-dn}{dh}}\right)} serán las variaciones del índice de refracción respecto al cambio de altura

El signo negativo de la derivada nos indica que el radio tendrá una curvatura convexa hacia abajo al ir disminuyendo el índice de refracción con la altura.
El método clásico de contabilizar la refracción atmosférica de las ondas terrestres es asumir un radio de la tierra equivalente convenientemente mayor que el real, de esta forma el radio de curvatura de las ondas de radio será absorbida por el radio de equivalente de la tierra.

Consideremos este método, suponiendo que las condiciones de propagación sean tales que podamos usar las ecuaciones de interferencia.
Las ecuaciones de interferencia se derivarían del supuesto de que tanto los rayos directos como los reflejados se propagan en línea recta a velocidad constante, en realidad ninguna de estas condiciones se cumple. Debido a la refracción atmosférica, la trayectoria de los rayos directos y reflejados se curva hacia la tierra.
Para hallar el radio equivalente, la ecuación correspondiente será.
{\displaystyle a'={\frac {a}{1+a*{\frac {dN}{dh}}*10^{-6}}}}
Donde:
{\displaystyle a} = radio verdadero de la tierra (6370 kilómetros)
{\displaystyle a'}= radio equivalente de la tierra.
Para la troposfera normal {\displaystyle {\frac {dN}{dh}}=-4*10^{-2}}.
Siendo:
{\displaystyle a'={\frac {6370}{1+(6370*-4*10^{-8})}}=8548km}
De esta forma y teniendo los valores se podrá hallar la contante {\displaystyle k} que será la relación entre el radio equivalente de la tierra y el radio verdadero.
{\displaystyle k={\frac {a'}{a}}={\frac {1}{1+a*{\frac {dN}{dh}}*10^{-6}}}}
donde {\displaystyle k} es igual a:
{\displaystyle k={\frac {8548km}{6370km}}={\frac {4}{3}}}